# Danilo Alvim
Danilo Faria Alvim, Danilo Alvim (ur. 3 grudnia 1920 w Rio de Janeiro, zm. 16 maja 1996 w Rio de Janeiro) – brazylijski piłkarz, pomocnik i trener. Srebrny medalista MŚ 50.
Karierę zaczynał w 1940 w Atlético Mineiro z rodzinnego miasta. W 1945 został piłkarzem CR Vasco da Gama. Z tym klubem zwyciężał w Campeonato Carioca. Karierę kończył w Botafogo (1955–1956). W reprezentacji Brazylii rozegrał 27 spotkań (2 gole). Podczas MŚ 50 wystąpił w pięciu meczach Brazylii w turnieju. Brał udział w kilku edycjach Copa América (złoto w 49).
Jako trener prowadził reprezentację Boliwii na Copa América 1963, a Boliwijczycy pod jego wodzą jedyny raz w historii triumfowali w turnieju.